# Ранс, Губерт
Сэр Губерт Элвин Ранс (англ. Sir Hubert Elvin Rance; 1898 — 1974) — британский колониальный администратор, губернатор Бирмы (1946—1948), Тринидада и Тобаго (1950—1955).

## Биография
В 1916 году поступил на службу в британскую армию и в ходе Первой мировой войны воевал в составе Вустерширского полка. Позже перешел в Королевский инженерный корпус, отвечая за удаленную связь между военными соединениями. Во время Второй мировой войны он принимал участие в Дюнкеркской операции. После этого он занимал различные должности в военном ведомстве, ответствечая за организацию подготовки.
В 1945 году, после возвращения в Бирму британских войск, на некоторое время взял на себя функции управления. Затем на некоторое время был заменен довоенным губернатором Реджинальдом Дорманом-Смитом. Однако в 1946 году премьер-министр Великобритании Клемент Эттли по совету лорда Луиса Маунтбеттена назначил Ранса губернатором Бирмы. На этом посту он вел переговоры с Ауном Саном и бирманскими националистами о предоставлении стране независимости и ослаблении коммунистических группировок.
После предоставления Бирме независимости в 1948 году ушел в отставку и уволился с армейской службы в звании генерал-майора. В том же году был награждён Большим крестом ордена Святого Михаила и Святого Георгия.
В 1950—1955 годах — губернатор Тринидада и Тобаго. В его честь балы названа улица Hubert Race Street в Сан-Фернандо.
Являлся автором двух докладов, которые были опубликованы в 1950 г. Министерством по делам колоний: «Развитие и благосостояние в Вест-Индии, 1947-49» и «Отчет британского Постоянного Карибского закрытого ассоциативного комитета», 1948-49. В мае 1956 г. он также опубликовал статью об экономических проблемах Бирмы в Восточной Азии.